# 松田彬人
 松田 彬人（まつだ あきと、1982年12月16日、男性 - ）は、日本の作曲家、編曲家。
大阪府出身。旧名はTOKIA、虹音。2012年から本名の松田彬人の名義で活動していくことを公式Twitterにて発表し、所属するポップホリックの公式サイトでもこの名前に変更されている。

## エピソード
自身のサイトのプロフィールでも「全ての行動源はアニメに有り!」と言うほどの、アニメ・声優好きを自称している。そのためもあってか、明るく華やかな、いわゆる「ギャルゲー向け」な曲を大の得意とする。その反面、劇伴においては多調の響きを持つ緊張感の強い曲も散見される。

## アニメ関連
- TVアニメ『Gift 〜eternal rainbow〜』
  - ED主題歌カップリング曲 「Pure Wish」（藤弥美里、作/編曲）
  - キャラクターソングミニアルバム
    - 深峰莉子キャラクターソング 「懐かしい未来」（清水愛、作/編曲）
- 『涼宮ハルヒシリーズ』
  - TVアニメ『涼宮ハルヒの憂鬱』 
    - 第1期キャラクターソング Vol.7 喜緑江美里 「fixed mind」（白鳥由里、編曲）
    - 新（第2期）キャラクターソング Vol.3 朝比奈みくる 「えっと…リターンズしてリベンジ!」（後藤邑子、編曲）

  - 劇場用アニメ『涼宮ハルヒの消失』
    - 主題歌「優しい忘却」（茅原実里、編曲）
- TVアニメ『sola』
  - 石月真名キャラクターソング 「Lime Mime Time」（本多陽子、編曲）
  - 石月こよりキャラクターソング 「明日のアルバム」（清水愛、編曲）
- TVアニメ『らき☆すた』 キャラクターソング Vol.006 岩崎みなみ 「透明リボン」（茅原実里、編曲）
- TVアニメ『アイドルマスター XENOGLOSSIA』
  - 第1期OP主題歌カップリング曲 「ムーンライト・ラビリンス」（橋本みゆき、編曲）
  - 第2期OP主題歌 「残酷よ希望となれ」（結城アイラ、作/編曲）
  - 第2期OP主題歌カップリング曲 「記憶の鎖」（同、作/編曲）
  - 第16話挿入歌 「夏空のブローチ」（井口裕香、編曲）
- TVアニメ『こどものじかん』 第6話ED主題歌 「やさしい」（茶太、作/編曲）
- TVアニメ『キミキス pure rouge』
  - 第1期ED主題歌 「願い星」（Snow*、編曲）
  - キャラクターソングアルバム
    - 栗生恵キャラクターソング 「この花はまっすぐに」（中原麻衣、編曲）
- TVアニメ『D.C.II 〜ダ・カーポII〜』
  - キャラクターシングルVol.3 白河ななか「CRESCENDO」「放課後、音楽室で」（茅原実里、編曲）
  - キャラクターシングルVol.6 朝倉音姫 「Perfect affection」（高垣彩陽、編曲）
  - 挿入歌アルバム dolce3「恋々と...スローモーション」（CooRie、編曲）
- TVアニメ『みなみけ』シリーズ
  - 『みなみけ』DVD2巻特典CD
    - 「経験値上昇中☆ Featuring kana」「カラフルDAYS Featuring kana」（井上麻里奈、編曲）

  - みなみけ&みなみけ 〜おかわり〜キャラクターソングアルバム「みなみけ びより」
    - 内田・吉野キャラクターソング「せーのっ」（喜多村英梨・豊崎愛生、編曲）

  - みなみけ きゃらくたーそんぐべすとあるばむ
    - マコト・シュウイチキャラクターソング「まかせてティーチャー」（森永理科・大原桃子、編曲）
- TVアニメ『君が主で執事が俺で』キャラクターソングミニアルバム&トークCD「キミのとなり」（上杉美鳩（ひと美）、作/編曲）
- OVA『らき☆すたOVA(オリジナルなビジュアルとアニメーション)』主題歌カップリング曲 「ユリア…永遠に」（有頂天（小神あきら（今野宏美）・白石みのる（白石稔））、編曲）
- TVアニメ『喰霊 -零-』
  - ED主題歌 「夢の足音が聞こえる」（水原薫、作/編曲）
  - イメージソング集「百合ームコロッケ」
    - 「AI」「Reincarnation」（yozuca*、編曲）
    - 「if」（飛蘭、編曲）
- OVA『絶対衝激 〜PLATONIC HEART〜』挿入歌「さえづりメイドでつかまえて!」（宮崎羽衣、作/編曲）
- TVアニメ『アキカン!』劇中音楽
- TVアニメ『宇宙をかける少女』キャラクターソング Vol.2 神凪いつき「瑠璃色の逆光」（遠藤綾、編曲）
- TVアニメ『空を見上げる少女の瞳に映る世界』Inspired album「When distrust」（結城アイラ、作/編曲）
- TVアニメ『咲-Saki-』
  - 第1期OP主題歌「Glossy:MMM」（橋本みゆき、作/編曲）
  - 第7・10・16・18・22話ED主題歌「残酷な願いの中で」（宮永咲（植田佳奈）・原村和（小清水亜美）、編曲）
- TVアニメ『初恋限定。』劇中音楽
- TVアニメ『バトルスピリッツ 少年突破バシン』第2期ED主題歌「dear-dear DREAM」（マイサンシャイン（高垣彩陽） meets スフィア、編曲）
- TVアニメ『神曲奏界ポリフォニカ クリムゾンS』
  - キャラクターソングVol.2 The Second Movement「promise melody」（コーティカルテ・アパ・ラグランジェス（戸松遥）、編曲）
  - キャラクターソングVol.3 The Third Movement「あたたかな調べ」（ユギリ・プリネシカ（佐藤利奈）、編曲）
- TVアニメ『宙のまにまに』OP主題歌「Super Noisy Nova」（スフィア、編曲）
- TVアニメ『プリンセスラバー!』OP主題歌「Princess Primp!」（橋本みゆき、作/編曲）
- TVアニメ『CANAAN』
  - 挿入歌「いのちなんだよ」（ネネ（高垣彩陽）、編曲）
  - Inspired album「mind as Judgment 〜ballad〜」（飛蘭、編曲）
- TVアニメ『バカとテストと召喚獣』劇中音楽
- TVアニメ『刀語』
  - 第5話ED主題歌「愛と誠」（とがめ（田村ゆかり）、編曲）
  - 第7話ED主題歌「迷い子さがし」（鑢七実（中原麻衣）、編曲）
  - 第8話ED主題歌「からくり眠り談」（のみこ、作/編曲）
  - 第10話ED主題歌「否、と姫は全てを語らず」（否定姫（戸松遥）、編曲）
  - 第12話ED主題歌「時すでに始まりを刻む」（栗林みな実、作/編曲）
- TVアニメ『伝説の勇者の伝説』前期OP主題歌「LAMENT〜やがて喜びを〜」（結城アイラ、作/編曲）
- TVアニメ『祝福のカンパネラ』ED主題歌「未来回帰線」（橋本みゆき、作/編曲）
- TVアニメ『あそびにいくヨ!』
  - OP主題歌「Now loading...SKY!!」（スフィア、作/編曲）
  - ED主題歌「心の窓辺にて」（双葉アオイ（花澤香菜）、編曲）
- TVアニメ『おとめ妖怪 ざくろ』OP主題歌「MOON SIGNAL」（スフィア、作/編曲）
- TVアニメ『そふてにっ』劇中音楽
- TVアニメ『バカとテストと召喚獣にっ!』劇中音楽
- TVアニメ『神様のメモ帳』
  - アリスキャラクターソング「きみがここに来る二、三の理由」「その闇の彼方まで」（小倉唯、作/編曲）
  - 篠崎彩夏キャラクターソング「私だけの空」（茅野愛衣、編曲）
- TVアニメ『ましろ色シンフォニー』劇中音楽
  - OP主題歌「Authentic symphony」（ちょうちょ、作/編曲）
- TVアニメ『機動戦士ガンダムAGE』ED主題歌アレンジバージョン「君の中の英雄（ballade version）」（栗林みな実、編曲）
- OVA『英雄伝説 空の軌跡 THE ANIMATION』ED主題歌「ハルモニア」（ちょうちょ、編曲）
- TVアニメ『緋色の欠片』OP主題歌「ねぇ」（藤田麻衣子、編曲）
- TVアニメ『夏色キセキ』劇中音楽
  - OP主題歌「Non stop road」（スフィア、編曲）
  - 挿入歌「夢色グラフティ」（逢沢夏海（寿美菜子）・水越紗季（高垣彩陽）、編曲）
  - 挿入歌「初想いDay」（花木優香（戸松遥）・環凛子（豊崎愛生）、編曲）
  - 挿入歌「夏を越えてキミと」（逢沢夏海（寿美菜子）・花木優香（戸松遥）・環凛子（豊崎愛生）、編曲）
- TVアニメ『中二病でも恋がしたい!/中二病でも恋がしたい!戀』劇中音楽
  - 挿入歌「見上げてごらん夜の星を」（小鳥遊六花（内田真礼）、編曲）
- TVアニメ『犬とハサミは使いよう』劇中音楽
  - OP主題歌『わんわんわんわんN_1!!（なんだーわん）』
- TVアニメ『のんのんびより』ED主題歌「のんのん日和」（宮内れんげ（小岩井ことり）、一条蛍（村川梨衣）、越谷夏海（佐倉綾音）、越谷小鞠（阿澄佳奈）、編曲）
- TVアニメ『ディーふらぐ!』劇中音楽[1]
- TVアニメ『のうりん』劇中音楽
- TVアニメ『僕らはみんな河合荘』劇中音楽[2]
- TVアニメ『グラスリップ』劇中音楽
- アニメ『響け!ユーフォニアム』シリーズ 劇中音楽
  - TVアニメ『響け!ユーフォニアム』
    - 劇中曲「三日月の舞」（堀川奈美恵名義　作/編曲）
    - 劇中曲「響け！ユーフォニアム」（進藤正和名義　作/編曲）

  - 劇場版アニメ『リズと青い鳥』
    - 劇中曲「リズと青い鳥」(吹奏楽曲フルバージョン)(コンクール編曲版)（卯田百合子名義　作/編曲）
- TVアニメ『最弱無敗の神装機竜』劇中音楽[3]
- TVアニメ『ゼロから始める魔法の書』劇中音楽
- TVアニメ『天使の3P!』劇中音楽[4]
- アニメ映画『きみの声をとどけたい』劇中音楽
- TVアニメ『ラブライブ!サンシャイン!!』第1期Blu-ray7巻特装限定版「太陽を追いかけろ！」(Aqours、作/編曲)
- TVアニメ『アサルトリリィ BOUQUET』劇中音楽
- TVアニメ『江戸前エルフ』劇中音楽[5]
- TVアニメ『Unnamed Memory』劇中音楽[6]

## ゲーム
- PCゲーム『妖刀事件』
  - OP主題歌「theme of, the Case of Cursed Blade.」（カンノユウキ、作/編曲）
  - ED主題歌「till」（同、作/編曲）
  - BGM
- PS2ゲーム『すくぅ〜る・らぶっ! 〜恋と希望のメトロノーム〜』主題歌「揺れるココロ 〜恋と希望のメトロノーム〜」（宮沢ゆあな、作/編曲）
- PCゲーム『KAIHATSU（生）』 BGM
- PCゲーム『MOZU』 OP主題歌「RAIN」（作/編曲）
- PCゲーム『まじかるサマー壊決天使 エグゼキュート』
  - OP主題歌「君のいる青い空」（作/編曲）
  - ED主題歌（作/編曲）
  - BGM
- PCゲーム『にーづまかぷりっちょ!』
  - OP主題歌「love recipi」（作/編曲）
  - ED主題歌「消えないひこうき雲」（作/編曲）
- PCゲーム『女神大戦』 挿入歌「ラブタイトルマッチ」（作/編曲）
- PCゲーム『メイドと魔術師』 BGM
- PCゲーム『すうぃと!』 OP主題歌 「＝スキ」（榊原ゆい、作/編曲）
- PCゲーム『ANI嫁だからっ!』 OP主題歌 「桜の雨」（桜川未央、作/編曲）
- PCゲーム『エターナルファンタジー』
  - OP主題歌「Eternal Fantasy 〜愛は世界に遍く花のように〜」（瀬名、作/編曲）
  - アルシェ挿入歌「Trust My Way」（南條愛乃、作/編曲）
  - エウレッタ挿入歌 「心に咲く花」（美郷あき、編曲）
  - Image Album『Destination for Arcie』
    - Destination（瀬名、作/編曲）
- PS2ゲーム『D.C.II P.S. 〜ダ・カーポII〜 プラスシチュエーション』 挿入歌「Tomorrow's Way 〜アツイナミダ〜」（橋本みゆき、作/編曲）
- PCゲーム『Clear』 ED主題歌「Crystal Love」（KAZCO、編曲）
- PS2ゲーム『水夏A.S+ 〜Eternal Name〜』 ED主題歌「Fragment 〜Eternal Infinity〜」（miru、編曲）
- PCゲーム『C.D.C.D.2 〜シーディーシーディー2〜』 OP主題歌「Hey! Hey! Summer!」（yozuca*・rino・橋本みゆき・美郷あき、作/編曲）
- PCゲーム『タユタマ -kiss on my deity-』 1stOP主題歌 「こんな春の空を」（霜月はるか、作曲）
- Wiiゲーム『涼宮ハルヒの並列』 ED主題歌「アイム・フリーダム」（平野綾・茅原実里・後藤邑子、作/編曲）
- オンラインゲーム『ラグナロクオンライン』7thアニバーサリーソングス
  - 風をあつめて（スフィア、編曲）
  - Brave my heart（スフィア、編曲）
- ソーシャルゲーム『THE IDOLM@STER MILLION LIVE!』キャラクターソング
  - 田中琴葉（種田梨沙）「朝焼けのクレッシェンド」（作/編曲）
  - 水瀬伊織（釘宮理恵）「プライヴェイト・ロードショウ」（作/編曲）

※以下TOKIA名義
- PCゲーム『鳳凰戦姫 舞夢』 ED主題歌「明日晴れたらいいな」（編曲）
- PCゲーム『ぼーん・ふりーくす!』
  - OP主題歌「Dreht Sich!」（宮沢ゆあな、編曲）
  - ED主題歌「螺旋の果てで待ってる」（同、編曲）
- PCゲーム『Blaze of Destiny III』
  - OP主題歌「輝光ノ剣」（片霧烈火、編曲）
  - ED主題歌「Precious Blue」（堀池円、編曲）
- PCゲーム『なつ☆なつ』
  - OP主題歌「nachu☆nachu」（原田ひとみ、編曲）
  - ED主題歌「カゲボウシ」（かわしまりの、編曲）
- PCゲーム『戦火 -IKUSABI-』
  - OP主題歌「紅 -KURENAI-」（片霧烈火、作/編曲）
  - ED主題歌「さくら」（雪野梨沙、作/編曲）
  - BGM
- PCゲーム『はてなきそら』 ED主題歌「てのひら」（編曲）
- PCゲーム『ぷるるんカフェ』 BGM
- PCゲーム『露出恋愛倶楽部』 BGM
- PCゲーム『黒よりも昏い青』
  - OP主題歌「永遠のパノラマ」（編曲）
  - BGM

## Webラジオ・ドラマCD等
- Webラジオ『D.C.II 〜ダ・カーポII〜 風見学園放送部』 OP主題歌「Dream on 〜コイセヨオトメ〜」（作/編曲）
- WEBラジオ『中家姉妹のツインズパラダイス』内ドラマ「こいかん!? 〜恋の管理もしちゃいます!?〜」主題歌「funny flower」（作/編曲）
- ドラマCD『（株）ツバメ警備保障』 ED主題歌「グリーン☆デイズ」（作/編曲）
- 『ひだまりスケッチ』関連WEBラジオ
  - 『ひだまりラジオ×365』 後期ED主題歌「ひだまりランナー」（編曲）
  - 『ひだまりラジオ×☆☆☆』 2代目ED主題歌「誰かがまってる」（作/編曲）

※以下TOKIA名義
- WEBラジオ 『中家姉妹のツインズパラダイス』
  - OP主題歌「ツイパラ☆SENSATION」（作/編曲）
  - ED主題歌「AK HIP-HOP」（作/編曲）
- ドラマCD『テレパシー少女 蘭』 イメージソング「愛情便はお早めに」（磯崎蘭（明坂聡美）、編曲）

## その他の楽曲提供
- 茅原実里 
  - 『Contact』
    - 「夏を忘れたら」（作曲）

  - 『Parade』
    - 「透明パークにて」（作/編曲）
    - 「Lush march!!」（作/編曲）
    - 「その時僕は髪飾りを買う」（作/編曲）
- 葉月ゆら 3rd Album『はつ恋』
  - 「恋する勇気」（作/編曲）
- 猪口有佳 1stミニアルバム『Romancia』
  - 「アリスの夢色物語」（作/編曲）
  - 「malicetic & romantic」（作/編曲）
  - 「La Nuit Etoilee」（作/編曲）
  - 「終焉の迷い花」（作/編曲）
  - 「Mon prince」（作/編曲）
- 『シャイナ・ダルク 〜黒き月の王と蒼碧の月の姫君〜』第3巻特装版 特典DVD収録「Moon Legend」（結城アイラ、作/編曲）
- Plume 『君と夢とアンブレラ』
  - 「君と夢とアンブレラ」（作/編曲）
  - 「Overture」（編曲）
  - 「Plume in Wonderland」（編曲）
- 野川さくら 5thアルバム『風色恋譜』
  - 「マーブル恋譜」（編曲）
  - 「未来Walker」（編曲）
- 速水奨『LOVE STORY』
  - 「between」（編曲）
- yozuca* 3rdアルバム『Ageha』
  - 「I.D.」（編曲）
  - 「sayonara jewel」（編曲）
- 遠藤正明
  - カバーアルバム『ENSON』
    - 「嵐の中で輝いて」（編曲）

  - カバーアルバム『ENSON2』
    - 「The Galaxy Express 999」（編曲）
- 松来未祐
  - キャラクターソングベストアルバム『Memories 〜Miyu Matsuki Best Songs〜』
    - 「ムスメゴコロ☆オトメゴコロ New Arrange Ver.」（編曲）
- 君が望む永遠『マイポートレイト・イン・君が望む永遠』
  - 「テレパシースターズ」（栗林みな実・水橋かおり、編曲）
- 綾菓feat.虹音
  - マキシシングル『RyoRca in tne suRReal woRld vol.2』 
    - 「女王様ですが何か？」
- 栗林みな実
  - 「pregare」（編曲）
  - 「静寂の腕輪」（編曲）
- スフィア
  - 1stアルバム『A.T.M.O.S.P.H.E.R.E』
    - 「Dream sign」（編曲）
    - 「A.T.M.O.S.P.H.E.R.E」（編曲）

  - 3rdアルバム『Third Planet』
    - 「Planet Freedom」（編曲）
- 麻生夏子
  - 1stアルバム『Movement of magic』
    - 「Your True Story」（作/編曲）
- 玉井詩織
  - 「…愛ですか?」（ももいろクローバーZ1stアルバム『バトル アンド ロマンス』収録）（作曲）
- 佐咲紗花
  - 1stアルバム『sympathetic world』
    - 「universal sky」（編曲）
- TrySail
  - 4thアルバム『Re Bon Voyage』
    - 「モノラル」（編曲）